# 月経前不快気分障害
月経前不快気分障害（げっけいまえふかいきぶんしょうがい、英称：premenstrual dysphoric disorder：PMDD）は、正常な月経前症候群（PMS）と比較して、より精神症状が重いものをいう。イライラ、変わりやすい気分、不安といった精神症状、また睡眠や食欲に変化がある精神障害である。月経前の不快な気分はきわめて一般的であるため、1年間のほとんどの月経に先行して、目立った心理的な症状が重症である必要がある。
アメリカ精神医学会（APA）の診断分類である『精神障害の診断と統計マニュアル』第5版（DSM-5、2013年）に診断基準として示されている。以前の『第4版』（DSM-IV）では、特定不能のうつ病性障害に含まれ、研究用診断基準案が示されていた。日本では、月経前症候群が5.4%、精神障害としての月経前不快気分障害が1.2%の有病率である。
治療法については、「月経前不快気分障害#治療」を参照。

## 症状
正常な月経前の不快気分も、きわめて一般的であり、それは何回かの月経周期に起こるだけである。DSM-5においても、DSM-IVにおいても、症状は過去1年間の月経周期のほとんどにおいて、5つ以上の顕著な症状が生じていることが必要である。
以下のような症状の特徴がある。
- 悲しみ、絶望感、時に自殺念慮
- 緊張感、不安感
- パニック発作
- 焦燥感、動揺、涙もろくなる
- イライラ、怒り、対人的衝突
- 集中力低下
- 疲労感
- 食欲増進
- 過眠または不眠
- 自分を制御できない感じ

## 診断
月経周期の黄体期と関連して診断される。
1年間のほとんどの月経に先行して、身体症状だけでなく、不快な気分が生じており、著しい苦痛や機能の障害を引き起こすほど重症である必要がある。

### 鑑別診断
正常な月経前の不快気分もきわめて一般的であり、それは何回かの月経周期に起こるだけであり、それは障害とはみなされない。月経に密接に関連していることを何回かの月経周期によって確認する必要がある。そうでないとしばしば診断を誤まる。
甲状腺機能低下症や貧血など、他の身体疾患によって引き起こされることもある。
他の精神障害では、月経周期を通して症状が持続しており、それが月経の周辺に増悪する。経口避妊薬を使っているときにのみ起こる場合は診断されない。

## 疫学
正常な月経周期を持つ女性の3-8%が診断基準を満たすと推定している、2003年の研究がある。
日本産科婦人科学会のガイドラインでは、日本では、月経前症候群(PMS)が5.4%、精神障害としての月経前不快気分障害(PMDD)が1.2%の有病率である

## 治療
PMDDや月経前症候群の治療で最も確立しているのは、SSRIなどの抗うつ薬による薬物療法とホルモン療法であるとされる。
薬物療法では、2018年現在、セルトラリンもしくはパロキセチン（いずれもSSRIに属する）が有効であるとされている。ホルモン療法では、2018年現在、drospirenone含有LEP（日本で発売されているものとしてはヤーズが該当）が有効であるとされている。また、漢方薬による治療も行われる。さらに、認知行動療法も有効であるとされる。
2017年12月のシステマティックレビューでは、PMDDや月経前症候群へのチェストツリーの効果を調査し、8つのランダム化比較試験があり、効果があり忍容性がよい（安全）ということを示していた。